# البیض
شهر البَیَض مرکز استان البیض کشور الجزائر است.
آب‌وهوای این شهر بری است و زمستان‌های سرد و تابستان‌های بسیار گرم دارد.
جمعیت این شهر ۶۴٬۶۳۲ نفر است.